# Bartosz Kołecki
Bartosz Kołecki (15 settembre 1991) è un taekwondoka polacco.

## Palmarès
- Europei

Manchester 2012: bronzo nei 74 kg.